# Аденский кризис
Кризис Штата Аден или Аденский Кризис, или, как пишут англичане, Чрезвычайное (или критическое) положение в Штате Аден (араб. ثورة ١٤ أكتوبر, англ. Aden Emergency) (14 декабря 1963 — 30 ноября 1967) — события в Штате Аден, включая город Аден, начавшиеся 14 декабря 1963 года с теракта в аэропорту Хормаксар. На Аденский кризис влияли не только начало войны за независимость в горах соседнего Лахеджа, но и национализация Суэцкого канала Египтом и закрытие канала в июне 1967 года в связи с военными действиями между Египтом и Израилем. Итогом и окончанием кризиса в Адене и войны за независимость Южного Йемена стали вывод британских войск из Адена до 30 ноября 1967 года и провозглашение Народной Республики Южного Йемена.

## Предпосылки

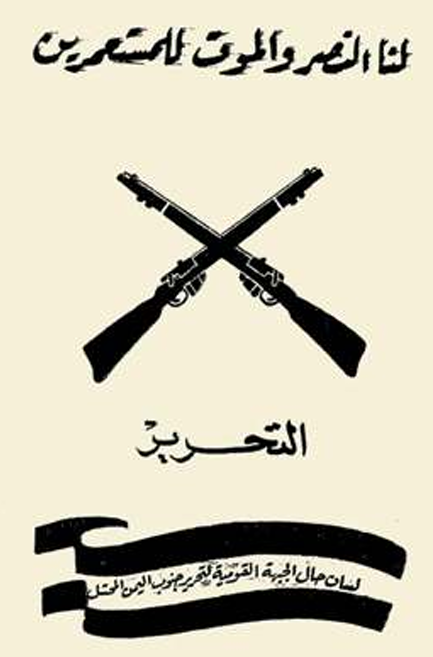
Антиколониальный плакат одной из аденских группировок: «Победа за нами, смерть колонизаторам»

14 октября 1963 года. В горном районе Радфан, эмират Дала, вспыхнуло антибританское восстание, возглавленное Национальным фронтом освобождения Южного Йемена. Впоследствии это восстание превратилось в войну за независимость Южного Йемена. Радфан — труднодоступный горный район к востоку от дороги Аден — Дхала (Дала, эд-Дали). Что касается местных жителей, то командир 45 Commando подполковник Стивенс отзывался о них как о «враждебных ко всем чужакам, с детства вооруженных винтовкой, расценивающих появление британцев как возможность попрактиковаться в стрельбе».

## События в Адене

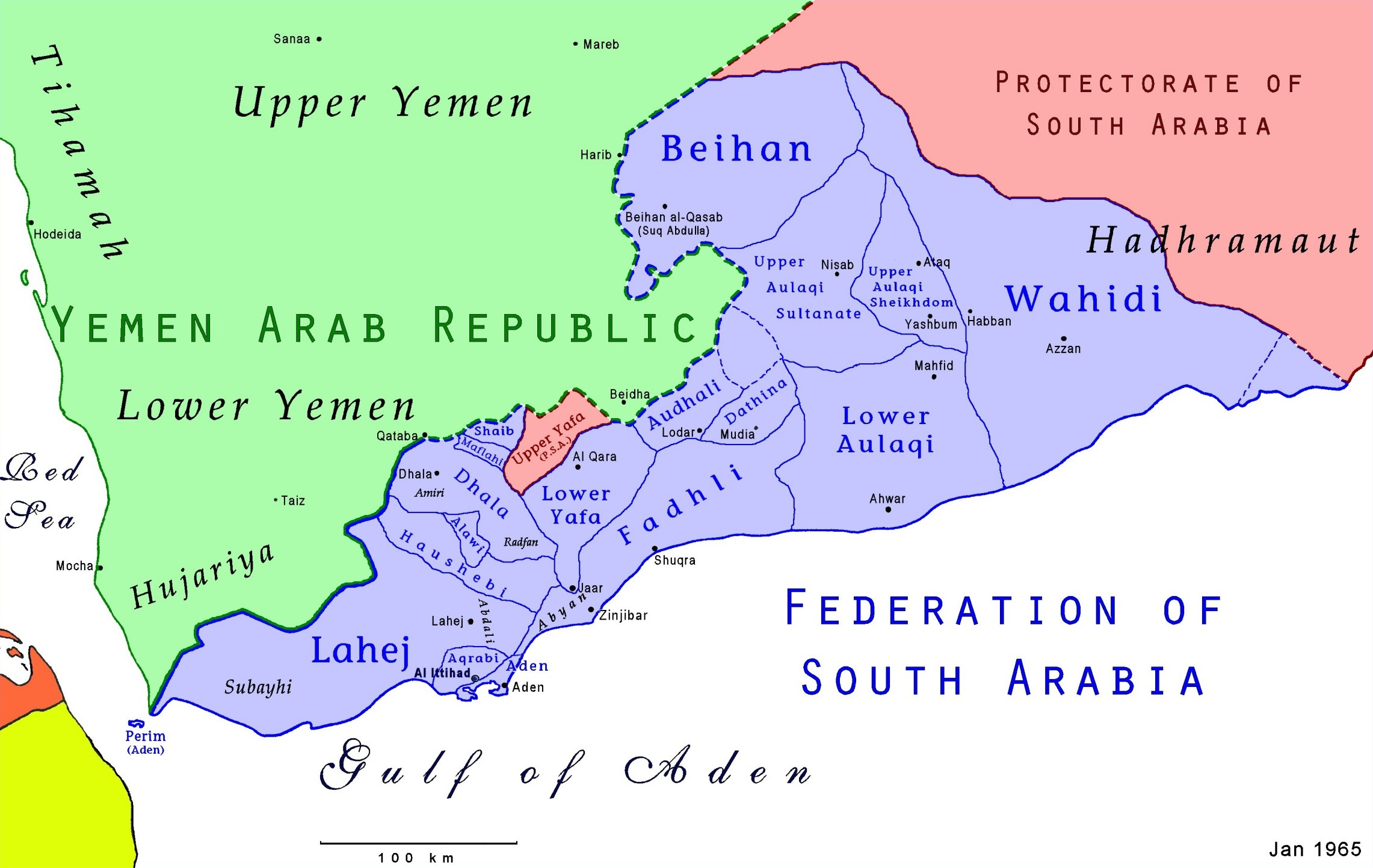
Карта Федерации Южной Аравии (1963—1967). Тогда горный район Радфан ещё относился к эмирату Дала, а после 30 ноября 1967 года, с появлением НДРЙ, карту перекроили и горы Радфан оказались в мухафазе Лахедж.

Как и каждый кризис, Аденский кризис делится на составляющие:
1. Начало (толчок).
2. Подозрительное затишье.
3. Апогей — события с января по август 1967 года.
4. Разрешение кризиса — вывод осенью 1967 года британских войск из Южного Йемена.

### Начало вооружённых столкновений
Военные действия начались 10 декабря 1963 года, член НФО бросил гранату в британского Верховного комиссионера Адена сэра Кеннеди Тревальскис (англ. Kennedy Trevaskis), когда он прибыл в аэропорт Хормаксар (англ. Khormaksar), чтобы лететь в Лондон. Граната убила женщину и ранила пятьдесят других людей. В тот же день в Адене было объявлено чрезвычайное положение.
Хормаксар — военный аэродром Адена, один из основных транспортных узлов для перевозки войск и грузов. По состоянию на сентября 1962 года, помимо транспортной авиации на нём базировались две эскадрильи истребителей-бомбардировщиков Hawker Hunter.
В 1964 году 24-я пехотная бригада прибыла для проведения земляных работ. Она оставалась в Адене и Аденском протекторате до ноября 1967 года.
НФО и Фронт за Освобождение Оккупированного Южного Йемена (FLOSY) (англ. Front for the Liberation of Occupied South Yemen) вели кампанию против британских войск в Адене, полагаясь в основном на атаку гранатами. Одно из таких нападение было совершено в декабре 1964 на RAF Khormaksar во время детского праздника, и тогда убили одну девочку и ранили четверых детей.

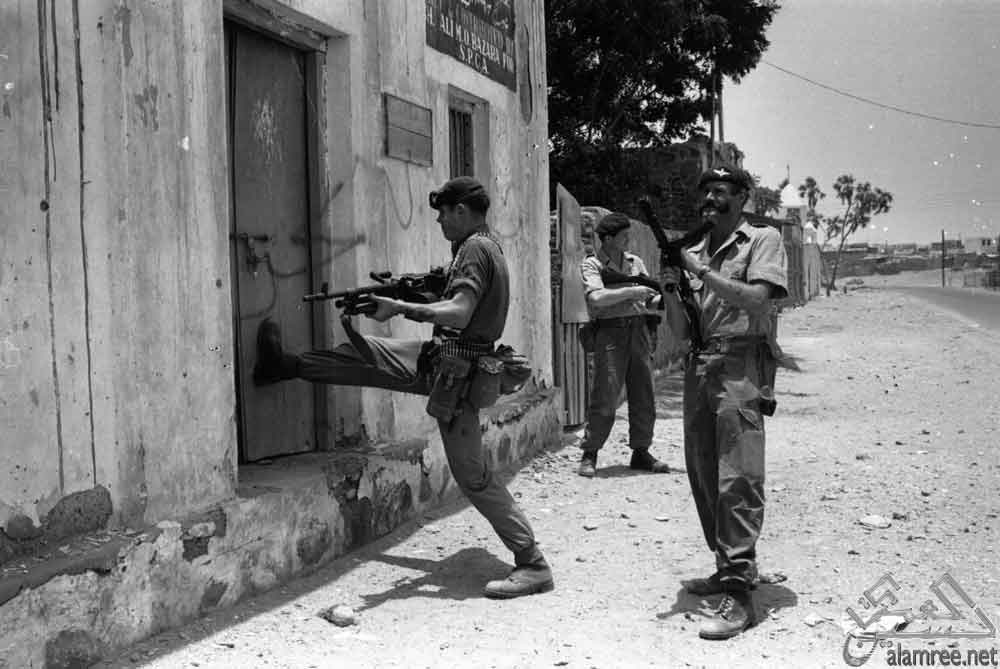
Аден. Рейды и обыски. 1965 год.

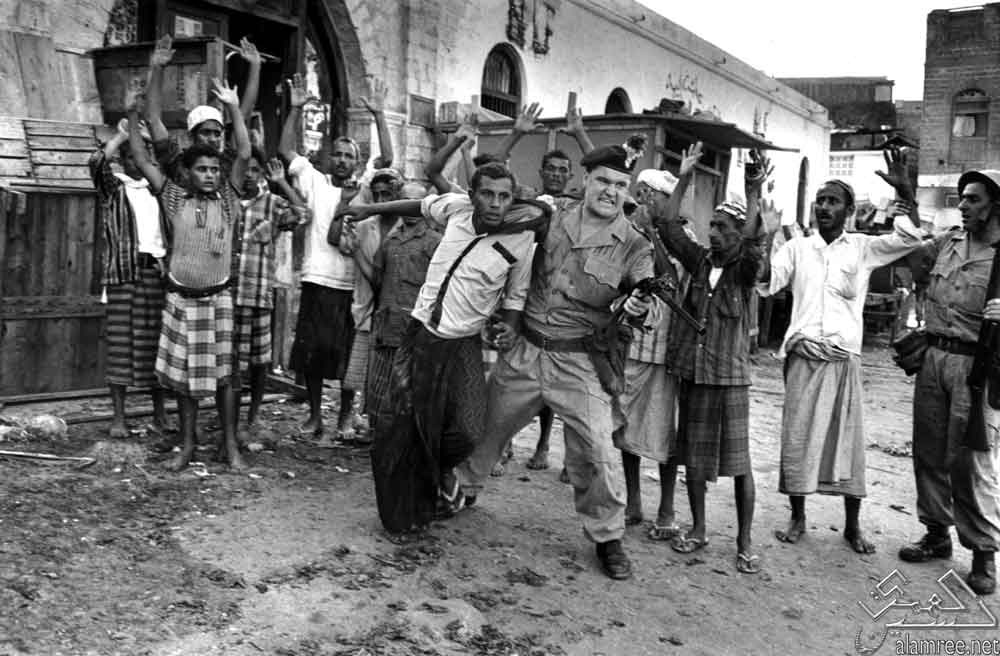
Аден. 1965 год.

Партизанские атаки были в основном сфокусированы на убийство британских офицеров и полицейских при исполнении служебных обязанностей. Преимущественно расправа была проведена в Кратере, старом арабском квартале Адена. Британские войска предпринимали попытки перехватить оружие ввозимое контрабандой НФО и FLOSY в Кратер по дороге Дала (англ. Dhala), но их усилия не увенчались успехом. Дхала (Дала, ад Дали) — населенный пункт, расположенный в восьмидесяти километрах к северу от Адена, недалеко от границы с Йеменом. Там располагался британский гарнизон. По сравнению с жертвами в британских войсках, количество погибших среди повстанцев было намного выше вследствие межфракционной борьбы между различными племенами повстанцев.

### 1965 и 1966 года
1 сентября 1965 года. Повстанцами убит спикер Законодательного совета Адена.
В 1965 году англичане временно отстранили правительство Федерации Южной Аравии и ввели прямое колониальное правление.

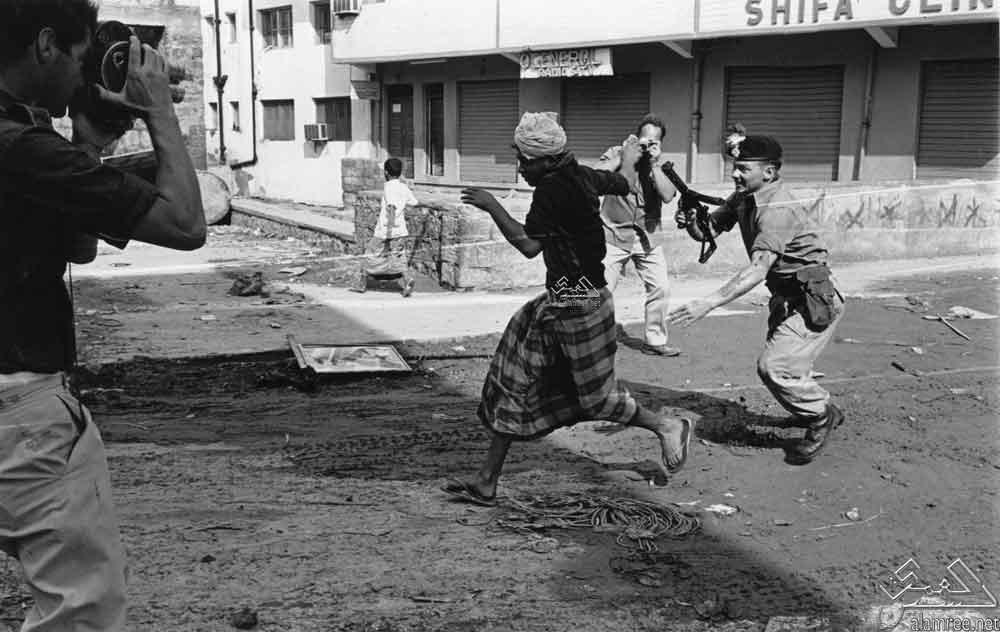
Арест демонстрантов в Адене. 1966 год.

Из 286 инцидентов в 1965 году и 540 в 1966 году количество инцидентов выросло в 1967 году до 2,900, большинство британских солдат погибло от мин и снайперского огня.
В июне 1966 года НФО не сделал часть кратера «запретной зоной» (англ. "NO-GO AREA"), но это было исправлено в течение дня, когда парашютный полк был отправлен в «запретную зону» и убил 6 членов НФО и захватил 5.
22 декабря 1966 года самолёт DC3 авиалинии «Aden Airlines» был разрушен установленной на борту бомбой, и никто не выжил из 30 человек экипажа и пассажиров.
В течение 1966 году английские войска были призваны бороться с 480 инцидентов. В 1967 году, в последнем году британского присутствия, насчитывалось около 3000 подобных беспорядков.
Было несколько различных национально-освободительных группировок, борющихся с англичанами. Часто они враждовали или даже воевали друг с другом. Наиболее известные группы:
1. Южноаравийская Лига (S.A.L.)
2. Фронт освобождения Южного Йемена (F.L.O.S.Y.)
3. Организация освобождения оккупированной Южной (O.L.O.S.)
4. Народно-освободительная партия (P.L.P.)
5. Народный фронт освобождения (N.L.F.)[6]

### Уличные беспорядки вАдене

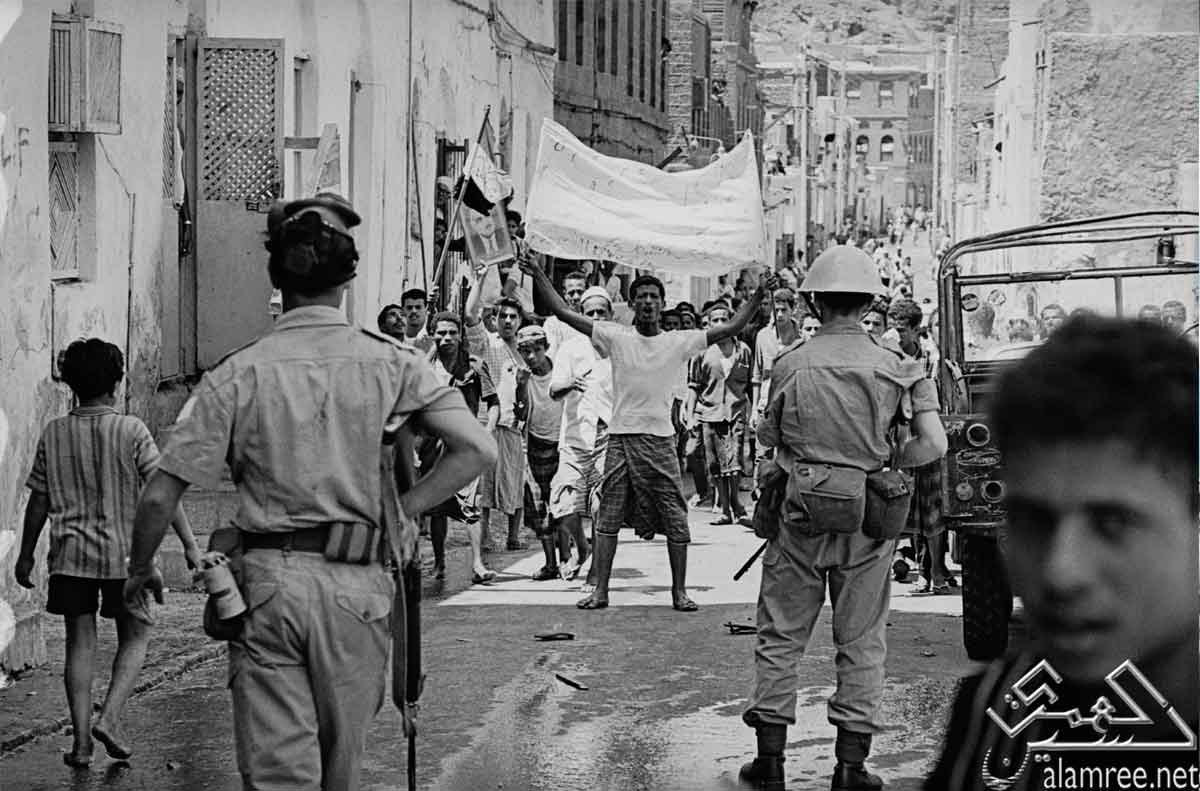
В Адене, район Тувахи. 8 марта 1967 года.

19-20 января 1967 г в Адене произошли массовые уличные беспорядки спровоцированные, по всей видимости, Народным Фронтом. После того, как полиция Адена потеряла контроль, британский Верховный комиссионер сэр Ричард Тернбулл развернул британские войска, чтобы подавить бунт. 10 февраля 1967 года в Адене введен комендантский час в связи с волнениями, организованными повстанцами. Как только были подавлены беспорядки НФО, про-FLOSY бунтовщики вышли на улицы. Борьба между британскими силами и про-партизанскими бунтовщиками продолжались до середины февраля, несмотря на вмешательство британских войск. Британские войска были вынуждены 40 раз открывать огонь, а в течение этого периода было 60 террористических атак с гранатами и стрельбой против британских войск, в том числе уничтожение Douglas DC-3 Аденских Авиалиний (англ. Aden Airways), который подвергся обстрелу в воздухе и все люди в самолёте были убиты.

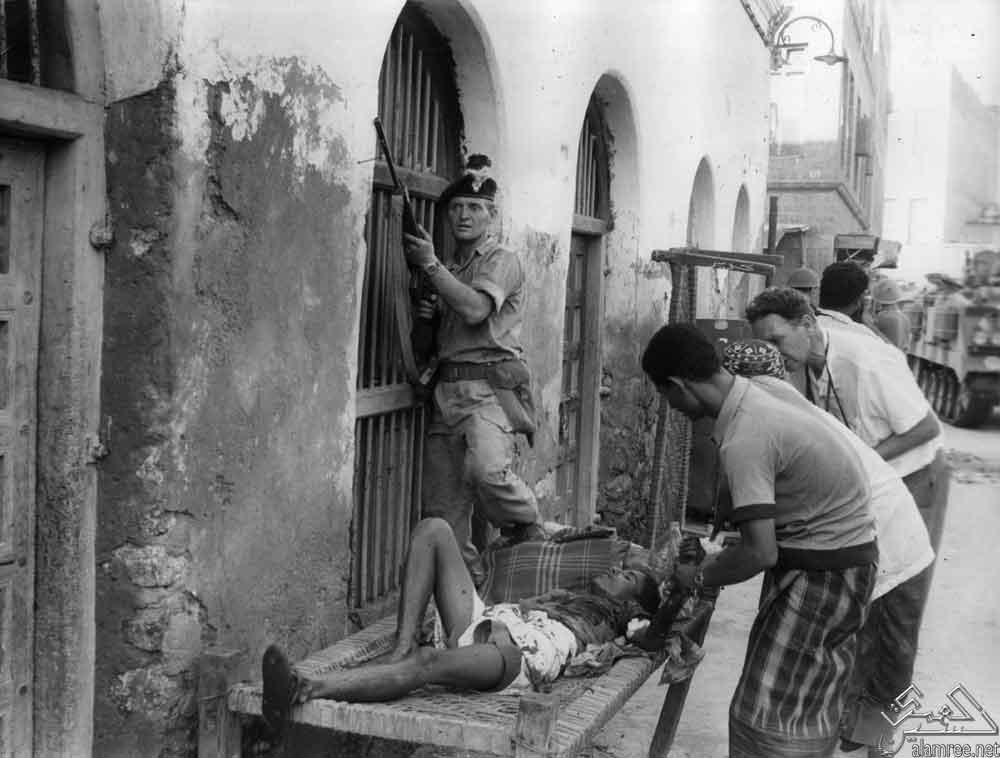
В Адене 3 апреля 1967 года.

1—7 апреля 1967 года. Визит дипломатической миссии ООН в Аден. Арабские националисты в знак протеста организовали всеобщую забастовку и начали кампанию террора.
26 мая 1967 года огнем с земли был сбит вертолет, на борту которого находился командир 3 Para Anthony Farrar-Hockley — прославленный ветеран нескольких войн, кавалер самых почетных наград, будущий генерал, командующий Союзными силами Северной Европы. Вынужденная посадка была совершена недалеко от позиций Z Company 45 CDO (морская пехота Великобритании), бойцы которой и пришли на выручку.

### Мятеж арабской полиции и бои за Кратер
Июнь 1967 года — закрыли Суэцкий канал в связи с военными действиями между Египтом и Израилем. Суда, следовавшие через Суэцкий канал, бункеровались в Адене. Закрытие канал усилило кризис в Адене. Канал был открыт в 1975 году.

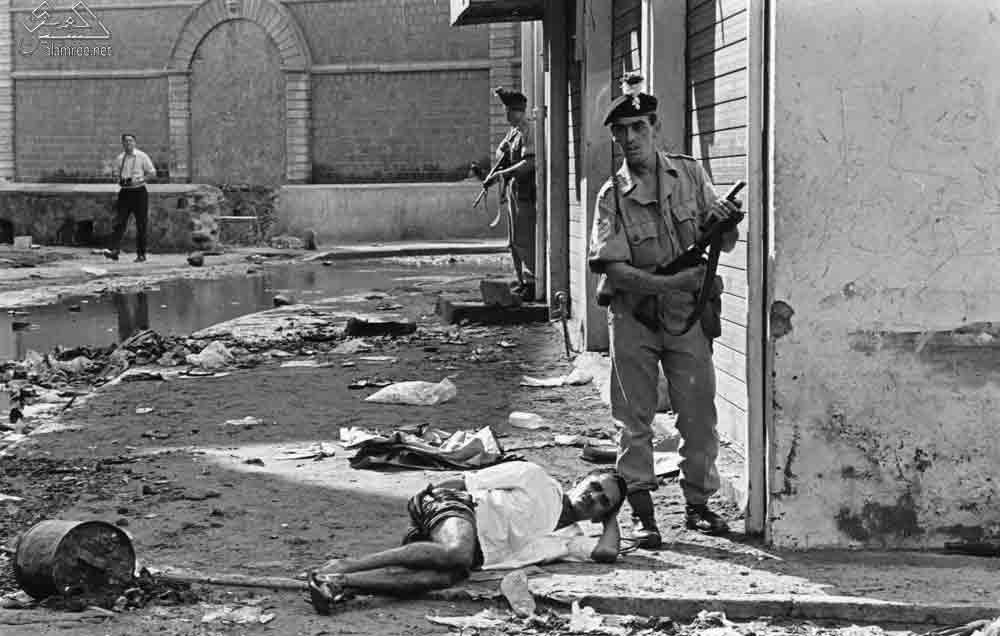
Подавление мятежа в Кратере 4 апреля 1967 года.

В июне 1967 года чрезвычайное положение в Йемене усугубилось на фоне обострения обстановки, так как после Шестидневной войны в июне 1967 года Гамаль Абдель Насер заявил, что британцы помогли Израилю в войне, и это привело к бунту сотни солдат в арабской армии Южной Федерации 20 июня, который также распространился в Аденской вооруженной полиции. Мятежники убили 22 британских солдата на территории Кратера и сбили вертолет, и, как следствие, Кратер был захвачен силами повстанцев.
Результаты 20 июня 1967 года были для британцев катастрофичны. Но ещё больше проблемой было решить, что же дальше делать в такой ситуации.
Радио Каира распространяло подхваченные западной и советской прессой репортажи о «народном восстании» в Кратере, в результате которого убито минимум 120 британских военнослужащих. Революционная риторика разгоралась — арабы уже провозглашали, что захват Кратера — ответ сионистам на разгром арабских армий в Шестидневной войне. Большинство из населявших Кратер 75 тысяч арабов, индусов и сомалийцев предпочитало сидеть дома.
Над районом реяли египетские, сирийские и ливанские флаги, мэр Адена Фуад Халифа признал свою принадлежность к FLOSY, вывесил над мэрией красный флаг и провозгласил «Народно-демократическую республику Кратера». Кратер был традиционной зоной влияния FLOSY, но мятежные полицейские из АВП принадлежали к НФО. И в результате мятежа оружие со складов полиции получили сторонники НФО. После того, как в кафе на Майдане был застрелен один из лидеров НФО Абдул Наби Мадрам, боевики НФО развернули охоту на сторонников FLOSY, мэр Халифа был похищен. Район захлестнули убийства, грабежи, поджоги. Полицейские не вмешивались.
Британцы перекрыли входы в Кратер: фузилёры заняли господствующие высоты над Марина Драйв, 45-й батальон СпН КМП — над Мэйн Пасс.
В первые дни, когда ещё не разгорелась междоусобица, боевики НФО пытались воевать против британцев. Заняв старый турецкий форт, высившийся над Кратером, вели прицельный огонь по британским позициям; 21 июня был тяжело ранен в голову капрал фузилёров Терри Бил из 9-го взвода роты Янки.
Тогда морпехи из 45-го батальона СпН при поддержке драгунских «Саладинов» захватили форт, убив 4-х боевиков. Среди захваченного оружия был и противотанковый гранатомёт «Карл Густав».
Тела погибших британцев возвращены утром 22 июня при посредничестве римско-католической школы в Кратере. Вернули всех — обезображенные до невозможности опознания тела трёх фузилёров из подразделения Дэвиса были обнаружены полицейскими АВП на закате 21-го около кафе на Майдане. Двое были повешены, тело третьего прибито к дверям кафе (распяли?), граффити на стенах сообщали о казни «империалистических собак» по приговору «народного суда».

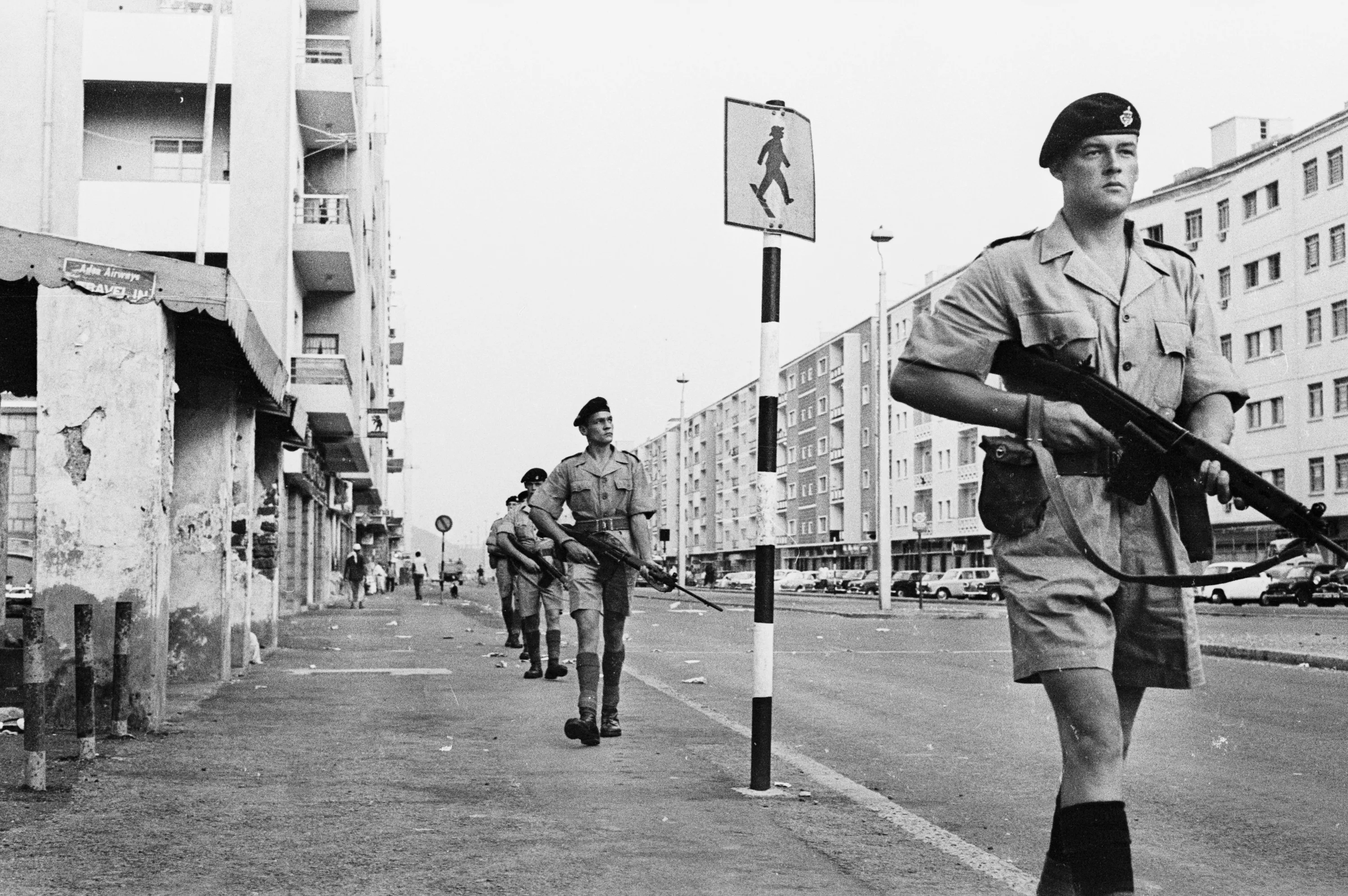
Британский патруль на улице в районе Маала, Аден. 1967 год.

Политики и военные дискутировали, что же делать. 23 июня Тревельян прямо завил, что «если армия начнёт действовать, погибнет множество гражданских лиц среди арабов. Это может привести к настоящему мятежу южноаравийских войск, который будет означать конец федерального правительство и обрушение Протектората в хаос». В схожем ключе высказывался и генерал Тауэр. Да и в Лондоне никак не желали признавать, что Уайтхолл в Южной Аравии был выстроен не только на песке, но и из песка.
Летом 1967 во время беспорядков в Кратере, морпехи блокировали район, охваченный волнениями. За эти дни снайперами морской пехоты было уничтожено более десятка вооруженных мятежников.

### Возвращение в кратер
После этого войска окружили район (где немедленно начались столкновения между враждующими арабскими группировками). 7 июля под звуки традиционных волынок в район вступил батальон Аргайл-сатерлендского хайлендского полка под командованием подполковника Колина Митчелла (который по результатам кампании заслужил прозвище Mad Mitch («Безумный Митч»)). Благодаря решительным действиям шотландцев, за одну ночь район был занят и относительный порядок восстановлен, при этом горцы не понесли потерь.

### Вывод британских войск
Тем не менее, неоднократные партизанские атаки НФО против британских войск вскоре были возобновлены, в результате чего британцы были вынуждены 25 августа 1967 года начать вывод своих войск из Йемена через Аден.
5 сентября 1967 года. Британская сторона обратилась к арабским националистам с предложением начать мирные переговоры. 25 сентября 1967 года Арабские националисты призвали к заключению перемирия.
19 октября 1967 года. Убит Верховный комиссионер британской администрации в Адене.

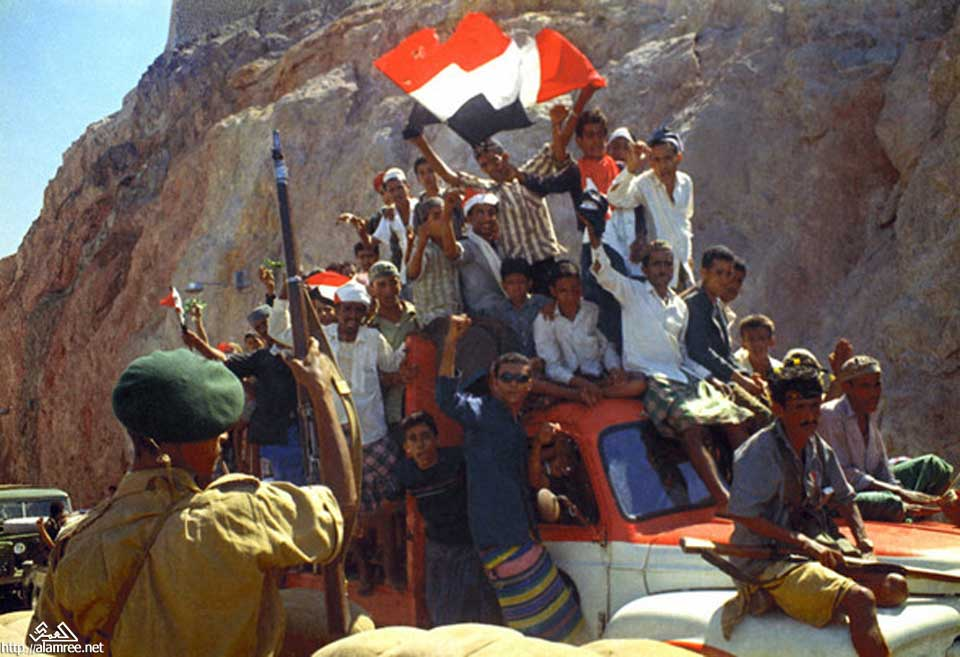
Сторонники НФО размахивают флагами, отмечая обретение независимости 29-30 ноября 1967 года.

В Адене колонизаторами была сделана последняя попытка спасти своё положение в Южном Йемене. Английские власти и их сторонники надеялись использовать острый кризис в отношениях между Национальным фронтом и другими национальными силами. Чтобы оставить свой «след», они настроили одну из местных национальных партий против НФ. 3 — 5 ноября 1967 года город Аден стал ареной кровопролитных стычек между сторонниками независимости. Однако НФ, получив поддержку федеральной армии (практически в полном составе перешедшей на его сторону) и полиции, сравнительно легко одержал победу. После этого НФ стал реальной политической и военной силой на всей территории Южного Йемена.
30 ноября 1967 года. Завершился вывод британских войск из Адена («День эвакуации» — государственный праздник Йеменской Республики), то есть раньше, чем было первоначально запланировано британским премьер-министром Гарольдом Вильсоном и без соглашения о смене правления. После вывода войск Великобритании Национальному Фронту Освобождения удалось захватить власть и провозгласить Народную Республику Южного Йемена. Так 30 ноября 1967 года перестали существовать Федерация Южной Аравии и Протекторат Южной Аравии.